# ألفريدا جيرالد
ألفريدا جيرالد (بالإنجليزية: Alfreda Gerald)‏ هي موسيقية ومغنية أمريكية، ولدت في القرن العشرين.

## وصلات خارجية
- الموقع الرسمي